# Distrito de Aigle
O Distrito de Aigle na Suiça tem como  capital a cidade de Aigle, e é um dos dez distritos do Vaud, assim como  faz parte do chamado   Chablais vaudois.
Este distrito foi o único a não ter sofrido alterações pela reorganização do 1ro de Janeiro de 2008.

## Geografia
Com uma área de 434.99 km2 dos quais 147.87 km2, ou seja 34 % é agrícola, e uma superfície de 179.6 km2, 41.3 %, é terreno florestal. O restante, 30.47 km2, 7.0 % é terreno dedicado à construção ou infra-estructuras .

## Demografia
O disgtrito de Aigle tem uma população total de 40 143 habitantes dos quais 28 451, 80.7 %, fala francês, 1 268, 3.6 %, fala alemão, e a terceira língua mais falada é o português com 884 pessoas 

## Imagens

Bandeira do Cantão de Vaud
Armas de Aigle
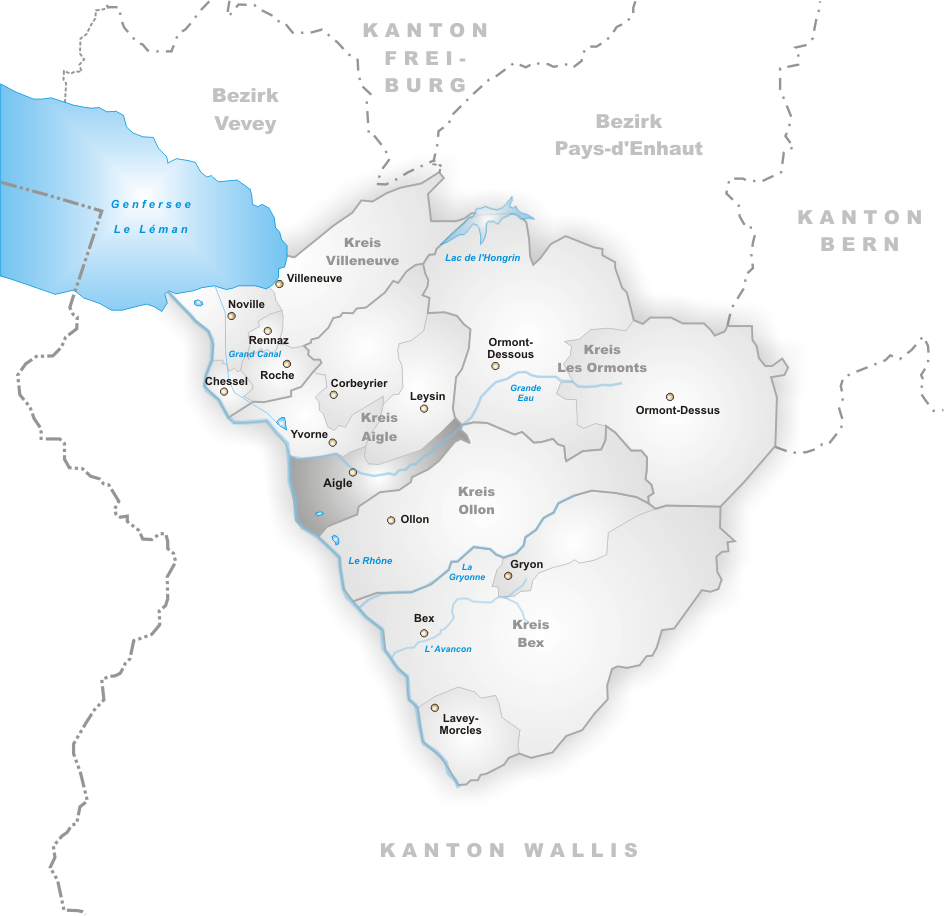
Comunas de Aigle

## Comunas
O Distrito de Aigle e as sua quinze comunas:
| Nome das Comunas |            |
| ---------------- | ---------- |
| Aigle            |            |
| Bex              |            |
| Chessel          |            |
| Corbeyrier       |            |
| Gryon            |            |
| Lavey-Morcles    |            |
| Leysin           |            |
| Noville          |            |
| Ollon            |            |
| Ormont-Dessous   |            |
| Ormont-Dessus    |            |
| Rennaz           |            |
| Roche            |            |
| Villeneuve       |            |
| Yvorne           | Total : 15 |